# Echinopsis sanguiniflora
Echinopsis sanguiniflora ist eine Pflanzenart aus der Gattung Echinopsis in der Familie der Kakteengewächse (Cactaceae). Das Artepitheton sanguiniflora leitet sich von den lateinischen Worten sanguinis für ‚Blut‘ sowie -florus für ‚blütig‘ ab und verweist auf die Blütenfarbe der Art.

## Beschreibung
Echinopsis sanguiniflora wächst in der Regel einzeln mit einer dicken Pfahlwurzel. Die abgeflacht kugelförmigen bis kugelförmigen, hell- bis dunkelgrünen Triebe erreichen Wuchshöhen von bis zu 10 Zentimeter und ebensolche Durchmesser. Es sind 18 spiralförmig angeordnete Rippen vorhanden, die schief gekerbt sind. Die anfangs dunklen und am unteren Ende gelegentlich rötlichen Dornen vergrauen im Alter. Es werden mehrere Mitteldornen ausgebildet, die häufig über Kreuz stehen. Sie sind gehakt oder stark gebogen. Mindestens einer der Mitteldornen ist bis zu 8 Zentimeter lang. Die etwa zehn Randdornen liegen an der Trieboberfläche an oder sind ausstrahlend. Sie weisen eine Länge von 0,8 bis 1,5 Zentimeter auf.
Die blutroten Blüten besitzen häufig einen weißlichen Schlund. Sie sind bis zu 5 Zentimeter lang.

## Verbreitung und Systematik
Echinopsis sanguiniflora ist in der argentinischen Provinz Salta in Höhenlagen von 2500 bis 3000 Metern verbreitet.
Die Erstbeschreibung als Lobivia sanguiniflora durch Curt Backeberg wurde 1936 veröffentlicht. David Richard Hunt stellte die Art 1991 in die Gattung Echinopsis.

## Nachweise